# Questionaut
Questionaut est un jeu vidéo d'aventure en pointer-et-cliquer et ludo-éducatif développé par Amanita Design et édité par la BBC, sorti en 2008 sur navigateur.